# Введенский Никоновский монастырь
Введе́нский Ни́коновский монасты́рь — монастырь Александровской епархии Русской православной церкви, расположенный в Юрьев-Польский Владимирской области.

## История
До основания Введенского монастыря на его месте стояла приходская деревянная Алексеевская церковь. Точная дата основания монастыря неизвестна, но деревянная церковь во имя Николая Чудотворца упоминается в окладных патриарших книгах 1628 года.
В 1666 году построили первую каменную церковь монастыря во имя преподобного Никона Радонежского, так как на месте монастыря, согласно преданию, стоял дом родителей преподобного Никона.
Во время пожара 1710 года погибли деревянная церковь Николая Чудотворца и старейшая из монастырских — соборная деревянная Введения Пресвятой Богородицы.
В 1763—1766 годы церковь отстроена вновь, пятиглавая.
В 1785 году на средства юрьевского купца Карцева монастырь с трёх сторон был обнесён каменной оградой, а с четвёртой, северной стороны по какой-то причине поставили деревянный забор, заменённый на каменную ограду лишь в 1856 году.
В 1811—1826 годах вместо обветшавшей соборной колокольни была выстроена новая, четырёхъярусная, с воротами ставшая одной из главных высотных доминант Юрьев-Польского.
Монастырь, тесно зажатый между жилыми кварталами, неоднократно горел. Последний пожар в июне 1871 года сильно повредил все строения. После этого решено было упразднить монастырь, а монахинь перевести в Петропавловскую церковь на окраине города, позднее ставшую Петропавловским монастырём. Храмов после пожара восстановили и сделали приходскими.
После революции храмы были закрыты, и в них разместился склад с мастерскими, а потом долгое время здания занимал хлебозавод.
24 декабря 2000 года определением Священного Синода монастырь был вновь открыт как мужской.
На территории возрожденной обители ведутся восстановительные работы.

## Строения
- Никольский храм (1666)
- Введенский храм (1763—1767)
- кельи (ок. 2001)